# Ondrej Páleník
Ondrej Páleník (* 21. února 1965 Zlaté Moravce) je bývalý vysoký vojenský důstojník a armádní úředník, v letech 2007 až 2012 řídil Vojenské zpravodajství a v letech 2012 až 2014 byl předsedou Správy státních hmotných rezerv.

## Životopis
V letech 1979 až 1983 vychodil Vojenské gymnázium Slovenského národního povstání v Banské Bystrici, v letech 1983 až 1987 absolvoval Vysokou vojenskou školu pozemního vojska ve Vyškově. Po ukončení studia byl v říjnu 1987 přidělen jako velitel čety 3. výsadkové průzkumné roty 1. výsadkového průzkumného praporu k vojenskému útvaru 8280 (tehdejší 22. výsadková brigáda speciálního určení, později 6. speciální skupina, 6. speciální středisko, 6. speciální brigáda a nyní – od 1. 7. 2003 – 601. skupina speciálních sil) v Prostějově. Zde prošel postupně funkcemi velitele průzkumné roty, náčelníka štábu speciálního odřadu, velitele speciálního odřadu, velitele speciálního střediska brigády a konečně zástupce velitele brigády; od prosince 1990 do dubna 1991 se také jako velitel čety strážní roty čs. speciální protichemické jednotky zúčastnil operací Pouštní štít a Pouštní bouře v Perském zálivu.
Následně jako starší důstojník Úřadu národního vojenského představitele působil v letech 1999 až 2002 na Vojenském velitelství NATO v Monsu. Po návratu do republiky byl jmenován velitelem 601. skupiny speciálních sil sídlící v Prostějově. Od dubna 1999 do července 2002 působil jako starší styčný důstojník Úřadu národního vojenského představitele ČR u Vojenského velitelství NATO v Monsu (SHAPE) a poté se vrátil do Prostějova, tentokrát ve funkci velitele 6. skupiny speciálních sil (od 1. října 2002). V letech 2004 a 2006 velel kontingentu speciálních sil v operaci Enduring Freedom na území Afghánistánu. K 1. prosinci 2006 byl jmenován ředitelem Ředitelství řízení speciálních sil Ministerstva obrany.
V červnu 2007 byl jmenován ředitelem Vojenského zpravodajství. Za jeho řízení došlo k několika výběrovým řízením, která média označila za sporná. V režimu výběrového řízení bez uveřejnění kupř. zpravodajství zakoupilo čtyři obrněná vozidla Dingo německé výroby, za cenu až o třetinu vyšší než pro rakouskou armádu. Dodavatelem byla firma MPI Group zbrojaře Michala Smrže, kterého stejně jako Páleníka pojí dlouholeté přátelství k tehdejšímu ministru obrany Martinu Bartákovi. Páleník všechna podezření ohledně výběrových řízení vždy odmítal. Barták i Smrž byli kvůli zakázkám automobilů Tatra pro armádu obviněni a souzeni a v roce 2014 pravomocně osvobozeni.
Dne 28. října 2009 prezident republiky Václav Klaus při příležitosti 91.výročí vzniku samostatného československého státu povýšil Ondreje Páleníka do hodnosti generálporučíka. Páleník se tak stal nejmladším generálporučíkem v historii České republiky. Během tří let (2006–2009) se z plukovníka stal generálporučíkem, přičemž do generálských hodností jej navrhl pokaždé jiný ministr obrany. V květnu 2010 ukončil získáním titulu MBA tříleté studium na Vysokém učení technickém v Brně. Ve funkci ředitele Vojenského zpravodajství působil do 31. října 2012. Na konci roku 2012 se stal předsedou Správy státních hmotných rezerv.

## Účast v kauze Nagyová
Dne 13. června 2013 byl Páleník zadržen spolu s dalšími osobami při rozsáhlé razii Útvaru pro odhalování organizovaného zločinu v tzv. Kauze Nagyová. Byl obviněn, že zneužil svou pravomoc tím, že na pokyn Jany Nagyové nechal příslušníky Vojenského zpravodajství sledovat manželku premiéra Petra Nečase. Byl umístěn do vazby až do 19. července, kdy ho z ní propustil Krajský soud v Ostravě, a jeho stíhání pokračuje na svobodě. V polovině února 2014 jej z postu předsedy Správy státních hmotných rezerv odvolala vláda Bohuslava Sobotky.
Soud s účastníky kauzy Nagyová začal 20. listopadu 2014 za značného zájmu veřejnosti. Zčásti probíhal kvůli projednávání věcí v režimu utajení bez účasti veřejnosti. Tak tomu bylo i v případě závěrečných řečí, ve které 26. května 2015 Páleník zopakoval, že nic nespáchal a žaloba je vykonstruovaná. Jeho veřejnou řeč zveřejnil s jeho souhlasem advokát Tomáš Sokol v plném znění. O tři dny později Obvodní soud pro Prahu 1 všechny obžaloby zprostil, přičemž soudkyně Helena Králová verdikt stručně zdůvodnila, že „V žalobě označené skutky nejsou trestným činem“, plné veřejné zdůvodnění přitom s odkazem na utajované informace odmítla a odkázala na písemné vyhotovení rozhodnutí. Státní zástupce se proti rozsudku na místě odvolal a věc tak bude posuzovat Městský soud v Praze.

## Obvinění ze zneužití pravomoci předsedy Správy státních hmotných rezerv
V únoru 2017 policie obvinila Páleníka kvůli nevýhodně uzavřeným smlouvám Správy státních hmotných rezerv (SSHR) na pronájem nádrže v Nelahozevsi. Policie vyčíslila škodu na více než 230 milionů korun. Páleník vinu odmítá, spolu s ním obvinila policie i jeho tehdejšího zástupce Tomáše Perutku. Nepravomocný rozsudek Páleníka osvobodil, Perutkovi uložil tříletý podmíněný trest za porušení povinnosti při správě cizího majetku a nahradit státu škodu ve výši 49,5 milionu korun.

## Zahraniční mise
- 1990–1991: Operace Pouštní štít/Pouštní bouře – Perský záliv – velitel čety
- 2004, 2006: Operace Trvalá svoboda – Afghánistán – velitel kontingentu

## Vyznamenání a ocenění
- Státní medaile za zásluhy III. stupně
- Záslužné kříže ministra obrany I., II. a III. stupně
- Bronzová hvězda USA (The Bronze Star Medal)
- Medaile za zásluhy USA (Commendation Medal)
- Bitevní řád Saúdské Arábie
- Medaile za osvobození Kuvajtu
- Čestný odznak AČR Přemysla Otakara II., krále železného a zlatého
- Vojenský manažer roku 2005